# 文化主義
文化主義（ぶんかしゅぎ）とは哲学の概念であり、土田杏村によって提唱された。これは文化を向上、発達させることを人間生活においての最上の目的とする主義であった。ドイツの新カント派の影響を受けた上で大正時代に形成され、当時の自然主義、唯物主義の思潮に対抗されていた。